# Еммануель (фільм)
«Еммануель» (фр. Emmanuelle) — французький еротичний фільм 1974 року, знятий режисером Жустом Жакеном за однойменним романом Еммануель Арсан. У головній ролі — Сільвія Крістель.
Фільм був дуже успішним у Франції (найкасовіший фільм 1974 р.) й усьому світі, породив кілька продовжень і став культовим у своєму жанрі.

## Сюжет
Фільм описує сексуальні пригоди головної героїні — красивої молодої француженки Еммануель. Вона разом з чоловіком Жаном, співробітником посольства, проживає в Бангкоку. Весь дипломатичний корпус знемагає від нудьги, у ньому панують вельми розпусні сексуальні звичаї. Жан, який старший від Еммануель, не тільки не забороняє їй випадкові статеві зв'язки, але й всіляко заохочує їх, вважаючи, що вони сприяють більшій розкутості у сексі.
За короткий термін Еммануель встигає спробувати те, що ніколи до цього не пробувала: випадкові зв'язки з першим зустрічним, лесбійське кохання тощо. Незабаром за «виховання» Еммануель береться вже немолодий чоловік — Маріо. Зв'язок з ним сильно вплинув на ставлення Еммануель до сексу.

## Культурний вплив
Фільм «Еммануель» належить до класики європейського та світового еротичного кіно. Картина має велике значення для історії кінематографа, оскільки задала тон подальшим фільмам цього жанру.
Фільм рекламували понад рік, в кожному кінотеатрі він йшов по кілька років. Проте, попри таку популярність, фільм був заборонений тодішнім президентом Франції Жоржем Помпіду. Лише з приходом до влади його наступника, Валері Жискар д'Естена (його коханкою була виконавиця головної ролі Сільвія Крістель), картина вийшла у прокат. У США Асоціація контролю за дотриманням правил виробництва кінопродукції присудила фільму код «X», що дозволяло показувати його у спеціальних і приватних кінотеатрах.
У різних країнах була різна тривалість фільму: у країнах колишнього СРСР 90 хвилин, в Аргентині 98 хвилин, в США було дві версії фільму — 89 хвилин і 95 хвилин (для різних вікових категорій), в Південній Кореї — 85 хвилин, у Західній Німеччині — 93 хвилини. В оригіналі тривалість фільму становить 105 хвилин.
Пісня з фільму, написана П'єром Башльє, стала світовим хітом.

## У ролях
- Сільвія Крістель — Еммануель
- Даніель Саркі — Жан
- Ален Кюні — Маріо
- Маріка Грін — Бі
- Жанна Колетен — Аріана
- Крістін Буассон — Марі-Анж

## Критика
Рейтинг фільму на сайті IMD склав 5.1 з 10, на Rotten Tomatoes — 56 %.